# 홍상한
홍상한(洪象漢, 1701년 - 1769년)은 조선시대 후기의 문신, 학자이다. 자는 운장(雲章), 호는 현서(賢西), 시호는 정혜(靖惠)이다. 홍인한과 사도세자빈 혜경궁 홍씨의 친정아버지 홍봉한의 사촌 형이며, 선의왕후의 큰아버지 어유봉의 사위이다.